# Elga newtonsantosi
Elga newtonsantosi är en trollsländeart som beskrevs av Machado 1992. Elga newtonsantosi ingår i släktet Elga och familjen segeltrollsländor. IUCN kategoriserar arten globalt som akut hotad. Inga underarter finns listade i Catalogue of Life.